# Karnasubarna
Karna Suvarna fou un antic regne hindú a Bengala, a l'oest del riu Bhagirathi, integrat pels que foren els districtes de Burdwan, Bankura, Hooghly i Murshidabad durant el període britànic. La capital del regne fou probablement Rangamati al districte de Murshidabad. El rei més conegut fou Sasanka o Narendra, el darrer dels guptes, fanàtic adorador de Xiva, que va envair Maghada i va tallar l'arbre sagrat al segle VII.